# Генріх XXIV Ройсс-Грайцький
Князь Генріх XXIV Ройсс-Грайцький (нім. Heinrich XXIV Fürst Reuß zu Greiz; 20 березня 1878, Грайц — 14 жовтня 1927, Грайц) — останній правитель Ройсс-Грайцького князівства.

## Біографія
Генріх XXIV був єдиним сином князя Генріха XXII Ройсс-Грайцького та його дружини Іди Шаумбург-Ліппської, дочки князя Шаумбург-Ліппе Адольфа I Георга. Він мав п'ять молодших сестер, четверта з них Герміна другим шлюбом вийшла заміж за колишнього імператора Вільгельма II.
Генріх XXIV успадкував трон свого батька після його смерті 19 квітня 1902 року. Однак, через свої фізичні та душевні недуги, що з'явилися внаслідок нещасного випадку в дитинстві, Генріх XXIV не міг керувати князівством. Регентом за недієздатного князя став його родич — Генріх XIV, князь Ройсс молодшої лінії. Він залишався регентом до 15 жовтня 1908 року, коли його змінив син Генріх XXVII (князь Ройсс молодшої лінії з 1913 року).
Після падіння монархії, замок Грайца було передано державі, але колишній князь зберіг право там мешкати. Через дитячу травму він так і не зміг говорити, його описували як високого доброзичливого чоловіка, якого можна було часто зустріти в лісах біля замку Бург. Генріх XXIV помер від пневмонії 14 жовтня 1927 року, з ним обірвалась старша лінія дому Ройсс.